# Spłaszczenie
Spłaszczenie – wielkość używana w astronomii, opisująca odstępstwo od kulistego kształtu planety lub gwiazdy. Wyraża je stosunek różnicy długości promienia równikowego i biegunowego do promienia równikowego
{\displaystyle s={\frac {r_{r}-r_{b}}{r_{r}}}}
Spłaszczenie jest konsekwencją siły odśrodkowej towarzyszącej ruchowi wirowemu ciała niebieskiego. 
Spośród ciał Układu Słonecznego największe spłaszczenie ma Saturn. Wynosi ono aż 0,09796 i jest zauważalne gołym okiem na zdjęciach. Dla porównania spłaszczenie Ziemi wynosi 0,00335.